# Canet-de-Salars

Canet-de-Salars este o comună în departamentul Aveyron din sudul Franței. În 1 ianuarie 2022 avea o populație de 450 de locuitori.